# Vivaismo
Il vivaismo è un comparto del settore agricolo indirizzato alla propagazione e produzione, su scala industriale, di piante da destinare al commercio. 

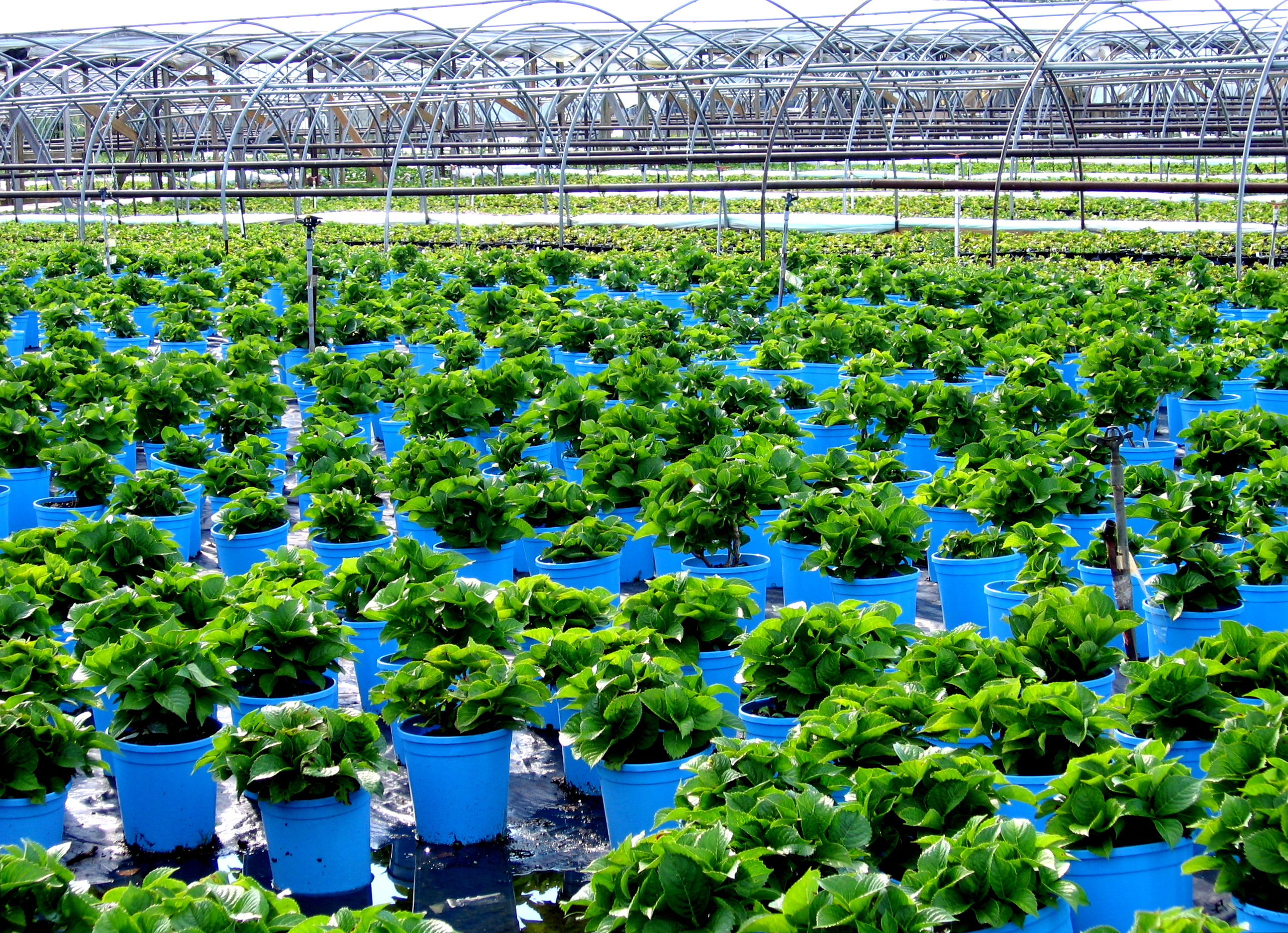
Piante in un vivaismo

Secondo gli scopi si suddivide in più indirizzi:
- Vivaismo ornamentale: specializzato nella produzione di piante ornamentali.
- Vivaismo frutticolo: specializzato nella produzione di piante da frutto (pomacee, drupacee, agrumi, vite, olivo, ecc.).
- Vivaismo orticolo: specializzato nella produzione di giovani piantine di specie ortive da trapiantare in serra o in pieno campo.
- Vivaismo forestale: specializzato nella produzione di essenze forestali.

## L'azienda vivaistica
L'unità produttiva del vivaismo è il vivaio, un'azienda orientata a più sottocomparti allo scopo di offrire al mercato un'ampia gamma di prodotti. L'azienda vivaistica si colloca in una posizione intermedia fra l'attività industriale e quella agricola propriamente detta. Il regime di coltivazione di un vivaio è marcatamente intensivo, con un notevole impiego di capitale di esercizio, sotto forma di impianti e mezzi tecnici in generale. Lo stesso capitale fondiario vede una notevole incidenza di investimenti di capitale (costruzioni, apprestamenti protettivi, impianti d'irrigazione, drenaggio, ecc.) tesi a valorizzare e massimizzare la produttività della terra nuda. L'estensione della superficie agraria di un vivaio è invece relativamente piccola, in quanto le tecniche colturali adottate hanno una loro specificità e differiscono notevolmente da quelle ordinarie dell'attività agricola propriamente detta. 
Il lavoro manuale comprende una quota consistente di manodopera qualificata. Particolarmente alta è anche l'incidenza del lavoro intellettuale (direzione, amministrazione, contabilità, commercializzazione).
L'ubicazione di un'azienda vivaistica è in genere prossima a grandi aree di urbanizzazione o di industrializzazione in modo che possa usufruire di adeguate infrastrutture di supporto (elettrificazione, viabilità, trasporti, telecomunicazioni, ecc.). Fanno eccezione i vivai forestali specializzati, che per ragioni operative e logistiche sono spesso ubicati in zone collinari o di montagna. Dal momento che l'offerta di un vivaio è in genere indirizzata ad un mercato di dimensioni interregionali o nazionali, la presenza sul Web di questo settore è molto attiva.

## Strutture aziendali
La struttura logistica e operativa di un vivaio è complessa e variabile, in funzione del livello di specializzazione e dell'indirizzo produttivo. In generale l'azienda si suddivide in più settori, ciascuno organizzato per assolvere ad una determinata fase del ciclo produttivo. Fra i settori presenti in genere in un vivaio si ricordano i seguenti:
1. Collezioni. Si tratta di appezzamenti coltivati che ospitano le piante madri, da cui si preleva il materiale di prima propagazione (semi, talee, marze, barbatelle da margotta o da propaggine, ecc.). Questo settore può essere più o meno rilevante per il vivaio secondo le sue finalità. Alcune grandi aziende (spesso gestite da enti o consorzi pubblici o privati) sono infatti specializzate per la conservazione del germoplasma varietale e orientate ad un mercato nazionale o internazionale i cui acquirenti sono prevalentemente vivaisti. Le norme dei regolamenti fitosanitari impongono, per le collezioni, l'allestimento di particolari apprestamenti protettivi finalizzati al mantenimento di un ottimo stato sanitario (es. barriere antinsetto per la prevenzione delle virosi).
2. Semenzaio. È un settore destinato alla prima propagazione dei semenzali [1]. Esso può essere costituito da letti all'aperto, cassoni o bancali all'interno di serre. I semenzali vi permangono per pochi mesi, dopodiché vengono sottoposti a trapianto o innesto.
3. Barbatellaio. È un settore destinato alla produzione delle barbatelle, in gran parte ottenute per taleaggio. Il barbatellaio può essere ubicato in piena terra ma in genere comprende anche cassoni e bancali di radicazione, questi ultimi dotati anche di impianti per la nebulizzazione e il riscaldamento basale. Il settore è in genere scorporato in più sezioni, di cui una all'aperto, per il taleaggio delle piante a foglia caduca, e una in serra, per l'autoradicazione delle piante sempreverdi.
4. Nestaio. È un settore collegato al barbatellaio ed è destinato alle operazioni di innesto. Queste ultime possono essere eseguite in campo sulle barbatelle dei portinnesti, oppure a tavolino sulle talee dei portinnesti. Generalmente le piante vi permangono per un ciclo vegetativo prima del trapianto.
5. Laboratorio di micropropagazione. È un settore altamente specializzato destinato alla produzione di piante esenti da virus partendo dalla coltivazione in vitro di tessuti embrionali, generalmente prelevati da apici vegetativi. Per le sue prerogative il laboratorio di micropropagazione è dotato di attrezzature particolari (celle climatiche, cappe sterili a flusso laminare, autoclavi, attrezzatura ordinaria per laboratori chimico-biologici, impiantistica per la termoterapia, ecc.) e impiega personale altamente qualificato, perciò non sempre questa struttura è presente. Per molti vivai è infatti economicamente più vantaggioso rifornirsi presso laboratori di micropropagazione specializzati per ottenere piante esenti da virus da moltiplicare in vivaio.
6. Serra. È un settore in cui si attuano varie fasi del ciclo produttivo. In particolare, questa struttura assume un'importanza fondamentale nel vivaismo ornamentale e orticolo.
7. Piantonaio. È un settore in cui si fanno stazionare le piante propagate prima della commercializzazione: durante questo periodo esse vengono formate mediante la potatura di allevamento. Questo settore è sempre presente nei vivai frutticoli. La permanenza in piantonaio in genere varia da un minimo di un'annata ad un massimo di 2-3 anni secondo la specie propagata, perciò l'estensione del piantonaio è subordinata alla specializzazione produttiva del vivaio. Un caso diverso è quello di alcuni vivai ornamentali orientati alla produzione di piante per giardini e parchi: in questo caso le piante propagate possono stazionare in piantonaio anche per diversi anni in quanto il valore commerciale è determinato dall'età e dal grado di sviluppo. Il piantonaio è allestito in piena terra quando si producono astoni a radice nuda. Le piante commercializzate con pane di terra si allevano ormai in appositi contenitori di plastica (fitocelle, contenitori alveolati) perché questa tecnica permette una gestione più semplice e più economica.
8. Impianti e attrezzature varie. Oltre agli ordinari impianti indispensabili per la coltivazione (macchine per le lavorazioni, impianti di irrigazione e di fertirrigazione, impianti di riscaldamento degli ambienti protetti, ecc.), il vivaio è sempre dotato di impiantistica specifica necessaria per il supporto a determinate fasi. Rientrano in questo ambito, ad esempio, le celle frigorifere utilizzate per svolgere i processi di vernalizzazione nella stratificazione dei semi e delle marze e nella forzatura delle talee-innesto. Tali operazioni sono infatti indispensabili per ridurre i cicli produttivi (alcuni semi, ad esempio, richiederebbero tempi di 18-24 mesi per acquisire la germinabilità) e per ridurre la percentuale di fallanze.
9. Area di coltivazione. Generalmente è più estesa dell'area di propagazione e presenta le piante disposte secondo determinati schemi o successioni colturali. Il sistema tradizionale è quello dell'allevamento in piena terra, mentre negli ultimi anni si è molto diffuso l'allevamento in contenitore, il quale risulta più pratico sotto diversi aspetti.

## Tipologie di serra
Le serre si differenziano in base al materiale di costruzione (es. vetro, policarbonato) e all'attrezzatura presente.
Riscaldamento. Viene solitamente impiegato come intervento di soccorso quando la temperatura scende sotto lo zero, e può essere effettuato in due modi: a) mediante aria calda forzata in tubi di polietilene forati che scorrono sospesi; b) mediante acqua calda fatta passare in tubature sotto il pavimento o sotto i bancali.
Raffreddamento. Ci sono diverse tecniche per abbassare la temperatura all'interno della serra: nelle piccole si può prevedere un sistema di apertura meccanizzata delle pareti e del colmo, nelle grandi serre si può ricorrere alla ventilazione forzata con l'impiego di filtri bagnati. Altre operazioni sono la copertura con rete ombreggiante, la bagnatura del tetto con acqua o l'imbiancatura provvisoria delle pareti con calce.
Serre di propagazione senza nebulizzazione: si possono impiegare per specie che non presentano difficoltà.
Serre di propagazione con nebulizzazione: presentano impianti di nebulizzazione di tipo "mist" o "fog", che possono essere installati in tutto l'ambiente o su appositi bancali coperti con tunnel di polietilene (che impedisce il passaggio di acqua ma permette gli scambi gassosi).
Serre di acclimatazione: rappresentano la fase di passaggio tra le serre di propagazione, dove le condizioni ambientali sono strettamente controllate e regolate, al pieno campo. I meccanismi di controllo ambientale risultano ridotti o assenti. Vi permangono le barbatelle provenienti dal mist, gli innesti non ancora saldati, le piantine provenienti dal vitro e in alcuni casi possono essere sfruttate come semenzaio.
Serre d'essiccazione: sono serre in cui si utilizza il calore del sole e l'effetto serra per l'essiccazione di prodotti agricoli, della silvicoltura e della forestazione come granaglie, fichi, pomodori, mais, fieno, tabacco, funghi, ecc. e per l'essiccazione di biomasse come legna già appezzata, cippato (o macinato di legna) o fascine. Le serre d'essiccazione vengono utilizzate anche per l'essiccazione di poltiglie.

## Mezzi tecnici di consumo
L'elevata intensità colturale adottata in vivaio e la continua asportazione di biomassa richiede un continuo reintegro delle condizioni di fertilità dei substrati e interventi continui per garantire l'integrità dello stato sanitario delle piante. Un'azienda vivaistica ha pertanto consumi elevati d'acqua irrigua, fertilizzanti, pesticidi, fitoregolatori, energia elettrica e combustibili fossili (gasolio).  
A questi si aggiungono i materiali necessari per i substrati: torba, compost e terriccio nei vivai ornamentali e orticoli, terra e sabbia in quelli frutticoli e forestali, oltre ai vari materiali inerti per la radicazione, la forzatura o altri scopi (perlite, vermiculite, pomice, ecc.). Infine è notevole anche l'impiego di contenitori e imballaggi vari (vasi, contenitori alveolati, fitocelle, cassette, film plastici, ecc.). In passato era notevole anche la richiesta di letame fresco, necessario per l'allestimento dei letti caldi.

## Problematiche particolari
La peculiarità del settore vivaistico impone una cura particolare dello stato sanitario delle piante, anche al fine di ottenere la certificazione da parte degli osservatori fitosanitari. Nel settore vivaistico è quindi particolarmente intenso il ricorso alla difesa chimica delle piante contro fitofagi e parassiti, condotti generalmente con il criterio della lotta a calendario e con l'impiego di principi attivi ad alto impatto. I substrati e i terreni impiegati per il barbatellaio, il nestaio e il piantonaio sono preventivamente sterilizzati con il ricorso a mezzi chimici (geodisinfestazione, fumigazione) o fisici (trattamento termico con vapore o con la solarizzazione).

## Aspetti normativi
Il legislatore tutela l'acquirente imponendo la certificazione delle piante commercializzate dai vivai. Tale certificazione si applica sia sull'integrità genetica sia sullo stato sanitario delle piante propagate in vivaio. Un'attenzione particolare è posta sullo stato sanitario delle piante e sulla prevenzione della diffusione di avversità ad alto rischio epidemico, con particolare riferimento a quelle di origine esotica, più difficili da controllare in quanto hanno un maggiore impatto ambientale per l'assenza dei nemici naturali. I vivai sono infatti potenziali focolai di introduzione e diffusione di insetti fitofagi, virus, funghi fitopatogeni che una volta insediati in un ambiente sono di difficile eradicazione. Le barriere fitosanitarie che vincolano gli scambi commerciali di vegetali fra Paesi e continenti si estendono pertanto dai grandi centri di comunicazione (dogane, porti, aeroporti), attraverso gli osservatori fitosanitari, ai vivai.